# Bilardzista
Bilardzista (oryg. The Hustler) – amerykański dramat filmowy z 1961 roku w reżyserii Roberta Rossena. Jest to adaptacja powieści Waltera Tevisa pod tym samym tytułem.

## Opis fabuły
Film opowiada historię bilardzisty "Fast Eddie" Felsona, którego marzeniem jest pokonanie legendy bilardu zwanego "Minnesota Fats" i uzyskanie tym samym tytułu najlepszego gracza w kraju. Po porażce "Fast Eddie" wiąże się z pozbawionym skrupułów menadżerem Bertem Gordonem i ostatecznie pokonuje Fatsa, płacąc za zwycięstwo utratą ukochanej kobiety.

## Role główne
- Paul Newman jako Eddie Felson
- Jackie Gleason jako Minnesota Fats
- Piper Laurie jako Sarah Packard
- George C. Scott jako Bert Gordon
- Myron McCormick jako Charlie
- Murray Hamilton jako Findley
- Stefan Gierasch jako Preacher